# Вест-Енд (Нью-Йорк)
Вест-Енд (англ. West End) — переписна місцевість (CDP) в США, в окрузі Отсего штату Нью-Йорк. Населення — 1864 особи (2020).

## Географія
Вест-Енд розташований за координатами 42°28′35″ пн. ш. 75°5′33″ зх. д. / 42.47639° пн. ш. 75.09250° зх. д. (42.476283, -75.092362).  За даними Бюро перепису населення США в 2010 році переписна місцевість мала площу 9,66 км², з яких 9,46 км² — суходіл та 0,20 км² — водойми.

## Демографія
Згідно з переписом 2010 року, у переписній місцевості мешкало 1940 осіб у 883 домогосподарствах у складі 499 родин. Густота населення становила 201 особа/км².  Було 945 помешкань (98/км²).
Расовий склад населення:
| - 94,7 % — білих - 1,8 % — чорних або афроамериканців - 1,6 % — азіатів - 0,2 % — корінних американців |

До двох чи більше рас належало 1,0 %. Частка іспаномовних становила 3,1 % від усіх жителів.
За віковим діапазоном населення розподілялося таким чином: 19,6 % — особи молодші 18 років, 58,3 % — особи у віці 18—64 років, 22,1 % — особи у віці 65 років та старші. Медіана віку мешканця становила 46,6 року. На 100 осіб жіночої статі у переписній місцевості припадало 92,8 чоловіків;  на 100 жінок у віці від 18 років та старших — 91,9 чоловіків також старших 18 років.
Середній дохід на одне домашнє господарство  становив 58 955 доларів США (медіана — 50 030), а середній дохід на одну сім'ю — 76 786 доларів (медіана — 60 833). За межею бідності перебувало 16,9 % осіб, у тому числі 9,3 % дітей у віці до 18 років та 17,4 % осіб у віці 65 років та старших.
Цивільне працевлаштоване населення становило 627 осіб. Основні галузі зайнятості: освіта, охорона здоров'я та соціальна допомога — 45,0 %, роздрібна торгівля — 12,0 %, фінанси, страхування та нерухомість — 7,3 %, публічна адміністрація — 7,2 %.